# Constitution de Saint-Marin

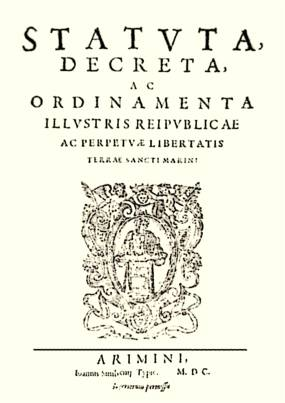
Première page de la constitution de Saint-Marin

La Constitution de Saint-Marin se compose de nombreux instruments législatifs parmi lesquels le plus important sont les Statuts de 1600 et la Déclaration des droits des citoyens de 1974 telle qu’amendée en 2002. Le système constitutionnel est influencé par le Corpus iuris civilis et le droit coutumier romain.
Il s’agit de la plus ancienne constitution écrite encore en vigueur,.

## Sources
- (en) Cet article est partiellement ou en totalité issu de l’article de Wikipédia en anglais intitulé « Constitution of San Marino » (voir la liste des auteurs).

## Compléments